# 多治比家主
多治比 家主（たじひ の やかぬし）は、奈良時代の貴族。大納言・多治比池守の子。官位は従四位下・鋳銭長官。

## 経歴
元正朝末の養老7年（723年）出羽守を務めていた際、蝦夷征討に功績があった蝦夷52人に対して褒賞を行うように言上し、勅命により蝦夷に対して功績に応じ褒美の授与や叙位が行われた。
聖武朝の天平9年（737年）従五位下・因幡守に叙任され、天平12年（740年）従五位上に昇叙され、天平13年（741年）鋳銭長官に転じる。孝謙朝にて、天平勝宝3年（751年）正五位下、天平勝宝6年（754年）従四位下と昇進している。なお、天平宝字元年（757年）には橘奈良麻呂の乱が発生し、兄弟の犢養・礼麻呂・鷹主が処罰されているが、乱における家主の動静は不明。
天平宝字4年（760年）3月2日卒去。最終官位は散位従四位下。

## 官歴
注釈のないものは『続日本紀』による。
- 時期不詳：正六位上
- 養老7年（723年） 9月17日：見出羽守
- 天平9年（737年） 2月14日：従五位下。日付不詳：見因幡守[4]
- 天平12年（740年） 11月21日：従五位上
- 天平13年（741年） 8月9日：鋳銭長官
- 天平勝宝3年（751年） 正月25日：正五位下
- 天平勝宝6年（754年） 正月7日：従四位下
- 天平宝字4年（760年） 3月2日：卒去（散位従四位下）